# Трёхочковый бросок
Трёхочковый бросок — бросок в баскетболе, совершаемый из-за трёхочковой линии (трёхочковой дуги). Успешный бросок, выполненный из-за пределов зоны, описанной этой дугой, приносит команде три очка, в то время как успешный бросок, выполненный из пределов этой зоны (внутри зоны) — только два.

## История
Идея бонусных очков за дальние броски в баскетболе появилась в начале 1930-х годов в американском школьном баскетболе, когда тренер команды Триффина (Огайо) Герман Сайгер попытался ввести новое правило в играх местной лиги. Согласно этому правилу, бросок с расстояния между 15 и 25 футами (4,6 и 7,6 метра) приносил игроку два очка, а из-за 25-футовой линии — три. Спортивные журналисты верно оценили предлагаемое новшество как попытку покончить с доминированием высокорослых игроков в баскетболе. Однако идея трёхочковых бросков не прижилась ни в это время, ни в 1945 году, когда они были введены в показательном матче между командами Колумбийского и Фордемского университетов. Новая попытка ввести бонусный бросок принадлежала тренеру Орегонского университета, будущему члену Зала славы баскетбола Говарду Хобсону и предполагала начисление двух очков за бросок с расстояния 12—21 фут (3,7—6,4 метра) и трёх очков за бросок с расстояния более 21 фута. Новшество позволило игрокам Колумбийского университета Джону Профанту и Норману Скиннеру заметно улучшить личные показатели и выиграть матч для своей команды, но снова не получило продолжения.

Сравнительная диаграмма баскетбольных площадок НБА и ФИБА. Трёхочковая линия в верхней половине площадки проведена синим цветом для НБА и белым для ФИБА, в нижней половине тёмно-красным для мужских и розовым для женских соревнований NCAA

В профессиональный баскетбол трёхочковый бросок проник только в начале 1960-х годов, впервые появившись в 1961 году в правилах Американской баскетбольной лиги. Идея была перенята сначала Восточной профессиональной баскетбольной лигой, а затем, с 1968 года — Американской баскетбольной ассоциацией. Наконец, в сезоне 1979/80 правило о трёхочковых бросках было принято и в НБА, а через год — в NCAA (при этом в каждой из четырёх конференций были свои правила, регламентирующие такие броски, и разнобой продолжался до 1986 года). Международная федерация баскетбола (ФИБА) пришла к трёхочковым броскам в 1984 году, введя их сразу же после Олимпиады 1984 года в Лос-Анджелесе, а в правилах школьного баскетбола в США бонус за дальние броски появился только в 1987 году — через 55 лет после экспериментов Сайгера.

## Расстояние до кольца
Когда в 1960-е годы вводились трёхочковые броски в основных профессиональных баскетбольных лигах Северной Америки, дуга, за бросок из-за которой начисляются три очка, была проведена в 23 футах и 9 дюймах (7,24 м) от кольца. На расстоянии 14 футов от лицевой линии дуга переходит в параллельные прямые, которые проводятся на расстоянии 3 футов (0,91 м) от боковых линий площадки. Таким образом, расстояние от кольца убывает по мере приближения к лицевой линии, достигая в месте пересечения с ней 22 футов (6,71 м). Эти параметры остаются неизменными с момента введения трёхочкового броска в НБА, за исключением периода с 1994 по 1997 год; в это время в целях увеличения результативности дуга трёхочкового броска была приближена к кольцу на расстояние 6,71 м, что сделало расстояние трёхочкового броска одинаковым на всём протяжении линии. Однако в 1997 году было решено вернуться к прежней форме линии.
В студенческом баскетболе NCAA в 1986 году был введён общий стандарт трёхочкового броска, в соответствие с которым максимальное расстояние от его линии до кольца составляло 6,02 м; в 2008 году это расстояние было увеличено на один фут, составив 6,32 м. По правилам ФИБА в течение 26 лет (до 2010 года) дуга трёхочкового броска проводилась в 6,25 м от кольца. С октября 2010 года дуга была отодвинута от кольца на дополнительные 50 см, и её максимальный радиус достиг 6,75 м.

## Рекорды
Рекордсменом НБА по количеству точных трёхочковых бросков за регулярный сезон является Стефен Карри. В сезоне 2012/13 он побил державшийся семь лет рекорд Рэя Аллена, реализовав 272 трёхочковых броска за сезон, а через два года улучшил своё же достижение, доведя число забитых трёхочковых до 286. В сезоне 2015/2016 Карри вновь обновил этот рекорд, реализовав 402 трёхочковых броска. Карри также является рекордсменом НБА по числу результативных трёхочковых бросков в одном розыгрыше плей-офф; в сезоне 2014/15 он, выступая за «Голден Стэйт Уорриорз», побил рекорд Реджи Миллера 15-летней давности, составлявший 58 забитых трёхочковых.
Рекорд НБА по количеству результативных трёхочковых бросков в регулярном сезоне также принадлежит Карри. Он превзошёл рекорд, принадлежавший Рэю Аллену, 22 сентября 2022 года, в своей 789-й игре за карьеру сделав 2974-й результативный трёхочковый бросок. Карри является рекордсменом НБА по этому показателю и в играх плей-офф: 561 результативный бросок за 1400 попыток в 134 играх.